# Wilson Phillips
Wilson Phillips — американская поп-группа, участницами которой являются сестры Уилсон (Карни и Венди) и Чайна Филлипс.
Их одноименный альбом 1990 года был продан тиражом более 10 миллионов экземпляров по всему миру. Три сингла возглавляли чарт Billboard Hot 100, сделав трио в то время самым продаваемым женским трио всех времен. В 1990 группа получила награду Billboard Music Award за сингл «Hold On», а также была номинирована на четыре премии Грэмми и две American Music Awards.

## Ранние годы
Сестры Уилсон и Филлипс выросли вместе в Южной Калифорнии в 1970—1980-х годах. Они увлекались музыкой и сочинением песен, и они создали свой уникальный стиль пения. В 1989 трио подписало контракт с SBK Records.
Все они — дочери известных музыкантов: Карни и Венди — дочери Брайана Уилсона из The Beach Boys, а Чайна — дочь Джона и Мишель Филлипсов из группы The Mamas & the Papas.

## Доминирование в чартах
Wilson Phillips выпустили свой дебютный альбом в 1990 году.
Первый сингл, «Hold On», попал на первое место чарта Billboard Hot 100 9 июня 1990 года, сместив оттуда «Vogue» Мадонны. Сингл также попал на вершину чарта Adult Contemporary и стал мировым хитом, заняв второе место в Австралии, шестое — в Великобритании, седьмое — в Ирландии, десятое — в Швеции и 15-е — в Нидерландах, Германии и Швейцарии. Сингл также стал «Синглом года» на церемонии Billboard Music Awards.
Второй и четвертый синглы альбома также стали номером один: «Release Me» (пробыл на вершине 2 недели) и «You're in Love» (одну неделю). Синглы «Impulsive» и «The Dream Is Still Alive» заняли четвертое и 12-е место соответственно.
В 1992 Wilson Phillips попали в историю рок-музыки, когда Billboard назвал их дебютный альбом самым продаваемым альбомом женской группы всех времен. Сам альбом занял второе место в чарте Billboard 200, был продан тиражом 5 млн экземпляров в США и более 10 млн экземпляров по всему миру, что сделало их самой продаваемой женской группой всех времен того времени (был побит рекорд The Supremes).
В июне 1992 года Wilson Phillips выпустили второй альбом, «Shadows and Light». Альбом был очень личным и более серьёзным, его песни были о жестоком обращении с детьми («Where Are You») и их отдалению от своих отцов («Flesh and Blood», «All the Way From New York»). Первый сингл, «You Won't See Me Cry», попал на 20-е место в США и 18-е в Великобритании (впервые их позиция в Великобритании была выше, чем в США). Альбом попал на четвертое место чарта Billboard и стал платиновым.
Вскоре после выпуска альбома «Shadows and Light» Чайна Филлипс объявила о своем намерении заняться сольной карьерой, и группа распалась.

## 1993—2003
Пути участниц разошлись. В 1993 Венди и Карни выпустили рождественский альбом «Hey Santa!» с классической праздничной тематикой и одной новой песней. В 1995 Чайна Филлипс выпустила сольный альбом, «Naked and Sacred». В том же году Карни стала ведущей своего собственного и недолговечного ток-шоу Carnie! В 1997 Карни и Венди вместе с отцом Брайаном Уилсоном выпустили альбом «The Wilsons» с синглом «Monday Without You».
Сборник хитов был выпущен в 2000 году, хотя группа тогда официально не воссоединялась. 29 марта 2001 они спели вместе в нью-йоркском Radio City Music Hall песню The Beach Boys «You're So Good to Me» на шоу, посвященном Брайану Уилсону. Чайна Филлипс посвятила песню своему отцу Джону, который умер за несколько дней до выступления.

## Воссоединение
Wilson Phillips воссоединились в 2004 году для выпуска альбома «California» с кавер-версиями. Кавер песни «Go Your Own Way» группы Fleetwood Mac попал на 13-е место чарта Billboard Adult Contemporary. Альбом дебютировал на 35-й строчке чарта с 31 000 проданных экземпляров.
Альбом на удивление стал хитом в Новой Зеландии, попав в лучшую сотню и став золотым, после того как «Go Your Own Way» в течение нескольких недель возглавляла национальный радио-чарт Adult Contemporary.

## 2004—настоящее время
В ноябре 2008 Wilson Phillips воссоединились, чтобы дать два концерта в Калифорнии. Концерты мало анонсировали, но группа была хорошо принята публикой. Были исполнены песни с нового альбома, который выйдет в 2010 году. Эти 90-минутные концерты стали самыми длинными в истории группы и включали в себя их собственные песни, а также кавер-версии Beach Boys и ABBA.

## Дискография

### Студийные альбомы
| Wilson Phillips                                                        | - Дата: 8 мая 1990 - Лейбл: SBK       | 2   | 7  | 19 | 7   | 1 | 10 | 16 | 27 | - США: 5x платиновый - Канада: 7x платиновый |
| Shadows and Light                                                      | - Дата: 2 июня 1992 - Лейбл: SBK      | 4   | 30 | 34 | 6   | 8 | 19 | 18 | 20 | - США: платиновый - Канада: 2x платиновый    |
| California                                                             | - Дата: 25 мая 2004 - Лейбл: Columbia | 35  | —  | —  | 197 | — | 9  | —  | —  |                                              |
| Christmas in Harmony                                                   | - Дата: 12 октября 2010 - Лейбл: Sony | 135 | —  | —  | —   | — | —  | —  | —  |                                              |
| «—» означает, что альбом не попал в чарт, либо не был выпущен в стране |                                       |     |    |    |     |   |    |    |    |                                              |

### Сборники
| Год  | Название                                     |
| ---- | -------------------------------------------- |
| 1998 | The Best of Wilson Phillips - Лейбл: Amw     |
| 2000 | Greatest Hits - Лейбл: Capitol               |
| 2005 | The Best of Wilson Phillips - Лейбл: Capitol |

### Синглы
| Год                                      | Сингл                      | Наивысшая позиция | Наивысшая позиция | Наивысшая позиция | Наивысшая позиция | Наивысшая позиция | Наивысшая позиция | Альбом            |
| Год                                      | Сингл                      | США               | US AC             | Великобритания    | Австралия         | Швеция            | Хорватия          | Альбом            |
| ---------------------------------------- | -------------------------- | ----------------- | ----------------- | ----------------- | ----------------- | ----------------- | ----------------- | ----------------- |
| 1990                                     | «Hold On»                  | 1                 | 1                 | 6                 | 2                 | 15                | 1                 | Wilson Phillips   |
| 1990                                     | «Release Me»               | 1                 | 1                 | 36                | 57                | —                 | 10                | Wilson Phillips   |
| 1990                                     | «Impulsive»                | 4                 | 2                 | 42                | —                 | 30                | 3                 | Wilson Phillips   |
| 1991                                     | «You're in Love»           | 1                 | 1                 | 29                | —                 | —                 | 1                 | Wilson Phillips   |
| 1991                                     | «The Dream is Still Alive» | 12                | 4                 | —                 | —                 | —                 | —                 | Wilson Phillips   |
| 1991                                     | «Daniel»                   | —                 | 7                 | —                 | —                 | —                 | —                 | Two Rooms         |
| 1992                                     | «You Won’t See Me Cry»     | 20                | 4                 | 18                | 31                | 11                | 3                 | Shadows and Light |
| 1992                                     | «Give it Up»               | 30                | 12                | 36                | —                 | —                 | 32                | Shadows and Light |
| 1992                                     | «Flesh and Blood»          | 115               | 17                | —                 | —                 | —                 | —                 | Shadows and Light |
| 2004                                     | «Go Your Own Way»          | —                 | 13                | —                 | —                 | —                 | —                 | California        |
| 2004                                     | «Already Gone»             | —                 | —                 | —                 | —                 | —                 | —                 | California        |
| 2004                                     | «Get Together»             | —                 | —                 | —                 | —                 | —                 | —                 | California        |
| «—» означает, что сингл не попал в чарты |                            |                   |                   |                   |                   |                   |                   |                   |

## Награды и номинации
| Год  | Награда                                                                                      |
| ---- | -------------------------------------------------------------------------------------------- |
| 1990 | Победа на Billboard Music Awards в категории «Сингл года» («Hold On»)                        |
| 1990 | Номинация на Грэмми в категории «Песня года» («Hold On»)                                     |
| 1990 | Номинация на Грэмми в категории «Альбом года» («Wilson Phillips»)                            |
| 1990 | Номинация на Грэмми в категории «Прорыв года»                                                |
| 1990 | Номинация на Грэмми в категории «Лучшая поп-группа»                                          |
| 1990 | Номинация на American Music Award в категории «Любимый сингл в жанре поп/рок» («Hold On»)    |
| 1990 | Номинация на American Music Award в категории «Любимый новичок в жанре поп/рок»              |
| 1991 | Номинация на Грэмми в категории «Лучшее групповое исполнение в жанре поп» («You’re in Love») |